# Teutamo
Teutamo o Téutamo (en griego antigua Tεύταμoς/Teutamos) fue un oficial macedonio que del 319 a. C. al 316 a. C. compartió con Antígenes el mando de los argiráspidas o «escudos de plata», una unidad selecta de infantería.

### Jefe de los argiráspidas
Ignoramos la situación del servicio militar durante el reinado de Alejandro Magno que le permitió alcanzar el puesto de lugarteniente del cuerpo selecto de la infantería macedonia. En 319 a. C., Poliperconte, que había sucedido a Antípatro en calidad de regente de Macedonia, les ordenó a Antígenes y Teutamo que se uniesen a Eumenes de Cardia en la campaña que este libraba contra Antígono Monóftalmos. Los dos oficiales parecen haber sido reacios a someterse a las órdenes del antiguo secretario de Alejandro que, por añadidura, era griego y no macedonio. Se cree que Teutamo aceptó la propuesta de Ptolomeo de unirse a la conjura contra Eumenes antes abandonarla luego por consejo de su colega de armas, más prudente.

### Durante la guerra de los Diádocos
Teutamo participó en las guerras de los Diádocos, en el bando de Eumenes de Cardia, si bien fue en todo momento reticente a obedecer las órdenes del «strategos de Asia». Participó en la batalla de Paraitacene (317 a. C.) y luego en la de Gabiana (316 a. C.), en calidad de jefe de los hipaspistas según Diodoro Sículo, aunque este confunde a menudo a estos con los argiráspidas.
Al concluir esta batalla, fue el primero en entablar negociaciones con Antígono Monóftalmos, después de que este se apoderase de los bagajes y de las familias de los argiráspidas. La «traición» no le fue recompensada: o bien fue ajusticiado en compañía de Antígenes, o bien, aunque es menos probable, fue desterrado con los argiráspidas a Aracosia.